# عبد الباسط بن دحمان
عبد الباسط بن دحمان ( 1949 - 2018)،هو فنان تشكيلي مغربي. ويعتبر الراحل بن دحمان، الذي يعود أول معرض نظمه لسنة 1972، من بين أبرز الفنانين المرموقين بالمغرب.

## حياته
الفنان عبد الباسط بن دحمان، من مواليد سنة 1949 بمدينة طنجة، مولعا بالرسم منذ طفولته، حيث كان يعيد رسم لوحات ريمبراند و موريو وريبيرا. وشجعه أحد أساتذة الفن التشكيلي، الذي انبهر بموهبته، على التسجيل في مدرسة الفنون التطبيقية قبل أن يلتحق بالمركز التربوي الجهوي بالرباط ليتم بعد ذلك تعيينه مدرسا للفنون التشكيلية بإحدى ثانويات مدينة طنجة منذ سنة 1973.
وفي سنة 1983 واصل الفنان الراحل عمله في السلك الخاص بتكوين أساتذة الفنون التشكيلية. كما كان يدير رواق (ليني آرت) الذي كان يحتضن محترفه 

## وفاته
توفي يوم الاثنين 8 أكتوبر 2018 بمدينة طنجة، عن عمر 69 عاما وشيع جثمانه يوم بعد صلاة العصر بمقبرة سيدي عمار بطنجة.